# Непобедимият
 Тази статия е за филма на Ериксън Кор.  За филма на Юрий Борецки вижте Непобедимият (филм, 1983).  
„Непобедимият“ (на английски: Invincible) е биографична спортна драма от 2006 г. на режисьора Ериксън Кор. Базиран е на истинската история за Винс Папал (Марк Уолбърг), който играе във „Филаделфия Ийгълс“ от 1976 до 1978 г. с помощта на треньора си, Дик Вермейл (Грег Киниър). Премиерата на филма е в Съединените щати на 25 август 2006 г.